# هنری جکسن هانت
هنری جکسن هانت (انگلیسی: Henry Jackson Hunt؛ ۱۴ سپتامبر ۱۸۱۹ – ۱۱ فوریهٔ ۱۸۸۹) یک فرد نظامی اهل ایالات متحده آمریکا بود. هانت متولد پاسگاه مرزی دیترویت میشیگان و فرزند ساموئل هانت افسر پیاده‌نظام ارتش بود.